# Defecatie

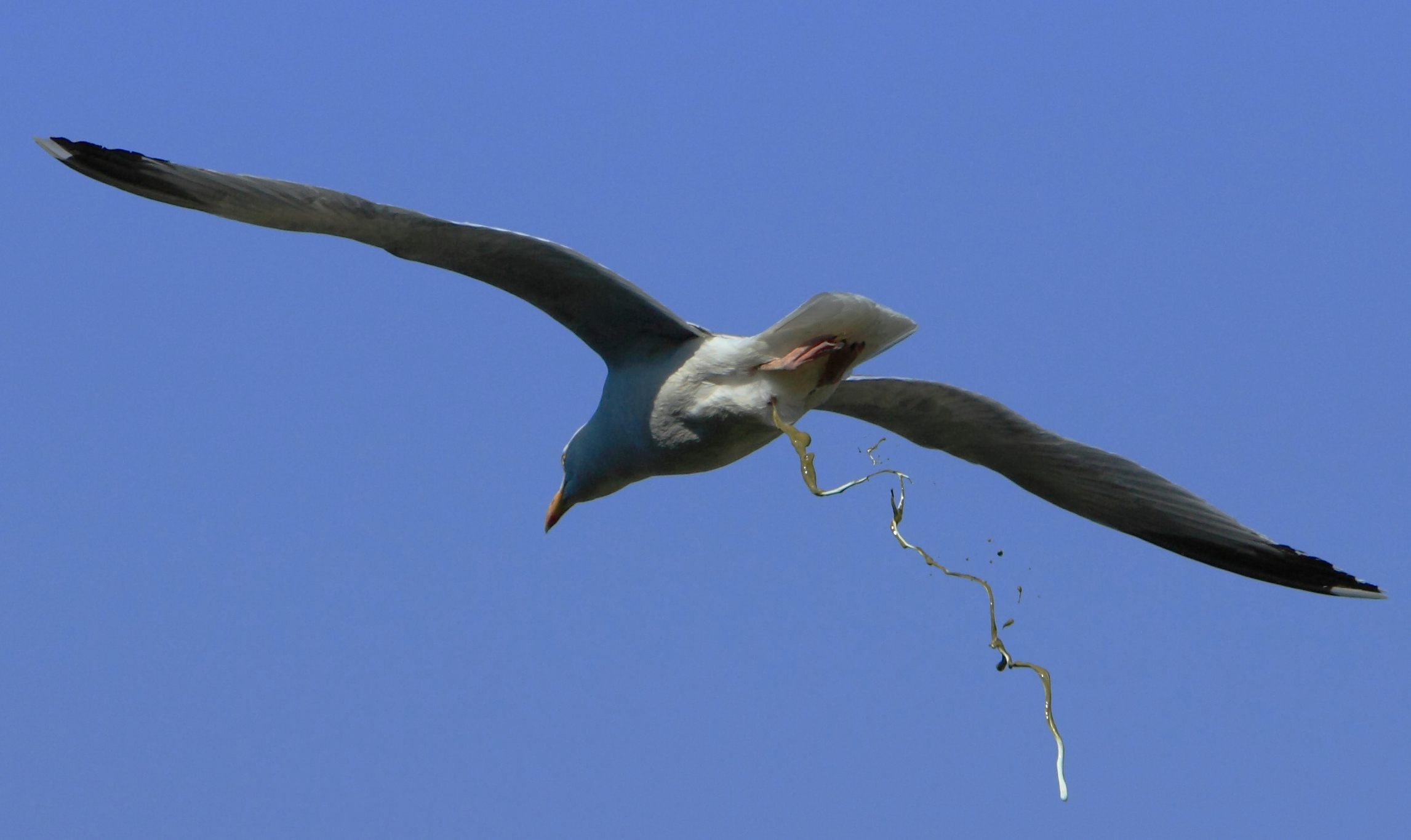
Defecatie van een zeemeeuw in volle vlucht.

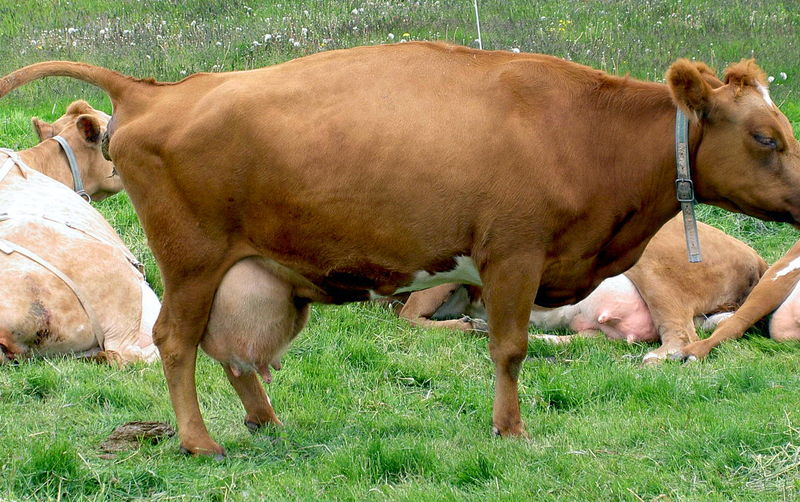
Defecatie van een koe tussen de andere koeien.

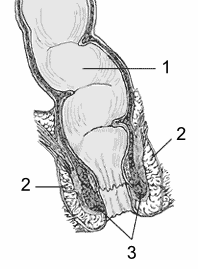
1. Endeldarm, 2. Buitenste kringspier (sfincter), 3. Binnenste kringspier (sfincter)

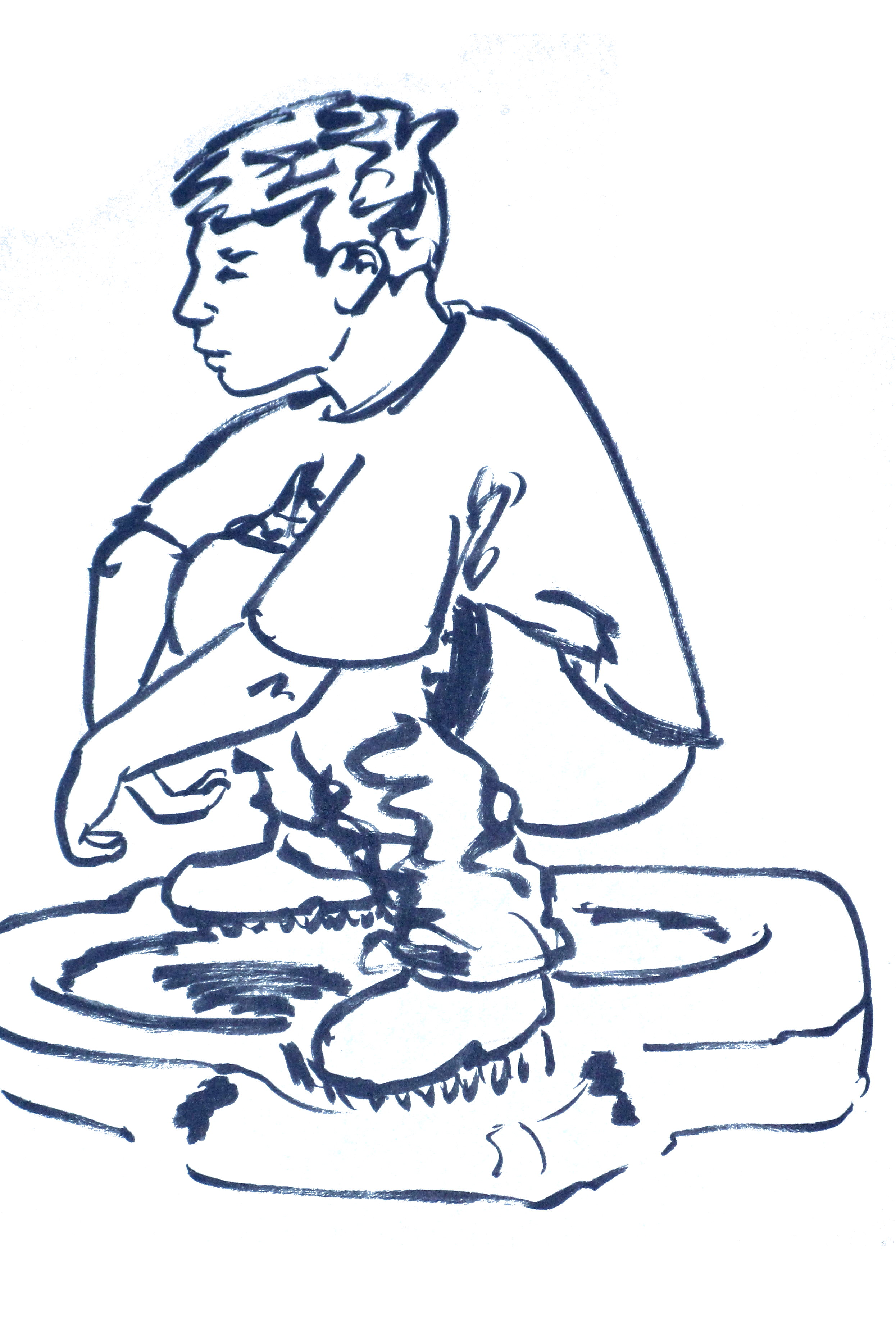
Defecatie op een hurktoilet

Defecatie (ook defaecatie (Latijn: faeces), stoelgang, (in Nederland en Suriname ook poepen) is het via de anus ontlasten van ontlasting (faeces). Alle organismen met een maag-darmstelsel doen dit normaal gesproken met geregelde intervallen.

## Defecatie bij mensen
Mensen hebben over het algemeen een defecatiefrequentie die varieert van eenmaal per twee dagen tot enige malen per dag. Komt de defecatie minder vaak, dan spreekt men van constipatie of verstopping. Gebeurt het vaker of is de ontlasting zachter dan normaal, dan spreekt men van diarree.

### Hoe?
De defecatie gebeurt meestal nadat een drang tot ontlasten wordt gevoeld. Deze aandrang ervaart men zodra er rekking van het rectum (de endeldarm) plaatsvindt doordat de feces het rectum worden ingeduwd. De musculus sphincter ani internus (binnenste kringspier van de anus) ontspant zich en de feces drukken tegen de musculus sphincter ani externus (buitenste kringspier van de anus). Een mens kan bewust controle uitoefenen over de buitenste kringspier. Wanneer een persoon besluit zich te ontlasten, ontspant hij de buitenste kringspier, waardoor de ontlasting in het anale kanaal terechtkomt. De hoek tussen het colon sigmoides en het rectum wordt dan gestrekt, waarna de ontlasting door middel van een persbeweging het lichaam uit wordt geperst.

### Waar?
In de meeste westerse landen vindt de defecatie plaats op een wc en wordt het uitwendige gedeelte van de anus schoongeveegd met toiletpapier. In vele andere landen gebeurt de defecatie boven een holte in de grond (sta- of hurktoilet - vaak ook met spoelmechanisme). In een aantal oosterse landen wordt voor het schoonmaken van de anus in plaats van toiletpapier een waterslangetje gebruikt. 

Indien er geen sanitaire voorzieningen voorhanden zijn voor de defecatie, is het het beste om de ontlasting te begraven. Met de ontlasting kunnen dan echter micro-organismen en parasieten in het grondwater belanden die het water tot op grote afstand ongeschikt kunnen maken voor de winning van drinkwater. Wanneer men de ontlasting kan meenemen naar een bepaalde plaats met een geregelde riolering of andere vorm van afvoer of verwerking, verdient dit de voorkeur.

### Defecatie via een stoma
Indien door een chirurgische ingreep of een congenitale anomalie er geen endeldarm en voldoende lange dikke darm aanwezig is, wordt de ontlasting via een stoma uit het lichaam gedreven. Dit is een kunstmatige opening ter hoogte van de buikwand waar de darm rechtstreeks uitmondt. De stoelgang wordt dan in een speciaal zakje opgevangen dat rond dit stoma wordt gekleefd.

## Mogelijke problemen bij de defecatie
- Bij langdurige verstopping kan de stoelgang zo hard zijn dat deze de aarswand beschadigt bij het persen. Er ontstaan dan kleine scheurtjes (fisuren ofwel anuskloofjes) rond de aars of in de endeldarm, die kleine bloedingen kunnen geven.
- Door het persen verhoogt de druk in de buik en zodoende ook op de bloedvaten. Wanneer iemand problemen heeft met zijn vaatstelsel, kan de defecatiedruk voldoende zijn om een levensbedreigende bloeding (bijvoorbeeld ter hoogte van de hersenen of de kransslagaders) te veroorzaken. Niet zelden vinden ernstige hart- en vaatlijders hun dood tijdens een toiletbezoek.
- Oude mensen hebben vaak te weinig defecatiedrang, waardoor ze fecalomen krijgen. Dit zijn verharde vastzittende stukjes stoelgang. Dit verergert nog bij weinig lichaamsbeweging. Vooral bejaarden in een rusthuis lijden hier geregeld aan. Om dit te voorkomen adviseert een huisarts ze in dergelijke gevallen hun rectum manueel te stimuleren (inbrengen van een vinger in de anus). Anders kan een lavement oplossing bieden.

## Hygiëne
Omdat de ontlasting steeds een grote hoeveelheid micro-organismen bevat, waaronder veel schadelijke, wordt regelmatig geadviseerd om na elke defecatie voldoende hygiënemaatregelen (zoals het wassen van de handen met zeep) in acht te nemen om besmetting van de omgeving en zichzelf te voorkomen.
Ook een aantal parasieten overleeft slechts door onvoldoende hygiënemaatregelen. Zo leggen aarsmaden hun eitjes ter hoogte van de anus, waar ze hopen hun weg te vinden naar de mond. Voortdurende herbesmetting is hun manier van overleven in de darm.